# Copa J.League-Sudamericana 2021
La Copa J.League-Sudamericana 2021 (en japonés: J rīgukappu/ kopa sudamerikāna ōja kettei-sen 2021), iba a ser la decimotercera edición de este certamen. Se realizaría a partido único en Japón entre FC Tokyo, campeón de la Copa J. League 2020 y Defensa y Justicia de Argentina, campeón de la Copa Sudamericana 2020. Sin embargo, debido a las restricciones del gobierno de Japón por la pandemia de COVID-19, y a la realización de los Juegos Olímpicos de Tokio entre julio y agosto de 2021, esta edición del torneo también se canceló.

## Participantes
| País      | Equipo             | Vía de clasificación                 |
| --------- | ------------------ | ------------------------------------ |
| Japón     | FC Tokyo           | Campeón de la Copa J. League 2020    |
| Argentina | Defensa y Justicia | Campeón de la Copa Sudamericana 2020 |